# Challenger de Tenerife II 2025
El torneo Tenerife Challenger II 2025 fue un torneo de tenis perteneció al ATP Challenger Tour 2025 en la categoría Challenger 75. Se trató de la 9ª edición; el torneo tuvo lugar en la ciudad de Tenerife (España), desde el 10 hasta el 16 de febrero de 2025 sobre pista dura al aire libre.

## Jugadores participantes del cuadro de individuales
| Preclasificado | País                      | Jugador              | Rank1 | Posición en el torneo |
| 1              | Bandera de Alemania       | Dominik Koepfer      | 113   | Cuartos de final      |
| 2              | Bandera de Finlandia      | Emil Ruusuvuori      | 142   | Segunda ronda         |
| 3              | Bandera de España         | Pablo Carreño        | 149   | CAMPEÓN               |
| 4              | Bandera de Portugal       | Henrique Rocha       | 162   | Primera ronda, retiro |
| 5              | Bandera de España         | Alejandro Moro Cañas | 164   | Segunda ronda         |
| 6              | Bandera de España         | Carlos Taberner      | 175   | Primera ronda         |
| 7              | Bandera de Estados Unidos | Eliot Spizzirri      | 192   | Primera ronda         |
| 8              | Bandera de Lituania       | Vilius Gaubas        | 195   | Primera ronda         |

- 1 Se ha tomado en cuenta el ranking del 3 de febrero de 2025.

### Otros participantes
Los siguientes jugadores recibieron una invitación (wild card), por lo tanto ingresan directamente al cuadro principal (WC):
- Nicolás Álvarez Varona
- Pablo Llamas Ruiz
- Iñaki Montes de la Torre

Los siguientes jugadores ingresan al cuadro principal tras disputar el cuadro clasificatorio (Q):
- Pedro Cachin
- Steven Diez
- Giovanni Fonio
- Filip Misolic
- Jakub Paul
- Chris Rodesch

## Campeones

### Individual Masculino
- Pablo Carreño derrotó en la final a  Filip Misolic por 6–3, 6–2

### Dobles Masculino
- Alexander Merino /  Christoph Negritu derrotaron en la final a  Daniel Cukierman /  Joshua Paris por 2–6, 6–3, [10–8]